# 恐怖のコウモリネズミ
恐怖のコウモリネズミ（Bats What I Like About The South）は、2006年10月28日に発表されたトムとジェリーテイルズの作品である。

## ストーリー
トムとジェリーは古い城の中で追いかけっこをしていた。ジェリーはコウモリに扮してトムへ反撃し、やがてジェリーそっくりのコウモリネズミが現れる。
トムはコウモリネズミをビンに閉じ込めるが、ジェリーが蓋を開けてコウモリネズミを救出。その後は一致団結してトムの顔をビンに押し込め、最後はトムをシャンデリアに吊るしてコウモリと同じ格好をさせた。

## 登場キャラクター
トム
古い城の中でジェリーとの追いかけっこをするが、ジェリーからの反撃を喰らう。やがてジェリーそっくりのコウモリネズミが現れると苦戦するが、そのコウモリネズミをビンに閉じ込めて反撃を封じる。だがジェリーによりコウモリネズミが救出されると立場が逆転し、自身の顔がビンに押し込められ万事休す。最後は自身が尻尾をシャンデリアに吊るされコウモリと同じ格好をさせられた。
ジェリー
古い城の中でトムに追いかけられるも、パイプオルガンのパイプで殴るなどして反撃。やがて羽根を付けてジェリーそっくりのコウモリネズミと意気投合し、トムによりビンに閉じ込められたコウモリネズミを救出。その後はトムの顔をビンに押し込め、最後は尻尾をシャンデリアに吊るす形でトムを懲らしめた。
コウモリネズミ
羽根が付いている以外はジェリーと瓜二つ。ジェリーと一致団結してトムを攻撃し、自身がビンに閉じ込められてもトムの顔を押し込める形で反撃。最後は尻尾をシャンデリアに吊るしてトムを懲らしめた。